# Duane Carter
Duane Carter (Fresno, 5 mei 1913 – Indianapolis, 7 maart 1993) was een Amerikaans Formule 1-coureur. Hij reed acht races in deze klasse: de Indianapolis 500 van 1950 t/m 1955, 1959 en 1960.